# Len Heath
Len Heath   (Farnham, p. dècada del 1910 - p. segle XX) va ser un pilot de motociclisme anglès que va destacar en competicions de trial i enduro durant la dècada del 1930, sempre com a pilot oficial d'Ariel. Entre altres èxits, va guanyar quatre vegades l'Scott Trial entre el 1930 i el 1938, dues el British Experts Trial (1930 i 1935) i una els Sis Dies d'Escòcia (1933). A banda, com a membre de la selecció britànica als Sis Dies Internacionals (ISDT) va obtenir-hi una victòria al Vas (1934).
Len Heath i el seu germà Joe vivien a Farnham (Surrey) i durant els anys 30 eren uns dels pilots de trial de més renom al Regne Unit. Competien en la majoria de les proves principals, entre elles els Sis Dies d'Escòcia, l'Scott, el Southern Scott i el British Experts Trial. Len Heath fou el més reeixit de tots dos i a banda de les seves nombroses victòries en trial, va destacar també en les primeres proves de hillclimb que s'organitzaven a Anglaterra. Una d'elles era la Red Marley Hill Climb de Great Witley (Worcestershire), on el 1934 Heath va completar l'ascensió en 25,8 segons amb la seva Ariel 500 i va establir un rècord que es va mantenir durant vint anys, fins que el va batre Len Bayliss el 1954.

## Palmarès
- 1 victòria als Sis Dies d'Escòcia de Trial (1933)
- 4 victòries al Scott Trial (1930, 1933, 1935 i 1938)
- 2 victòries al British Experts Trial (1930 i 1935)
- 1 victòria al Vas dels ISDT (1934)